# Pedro González (football, 1967)
Pour les articles homonymes, voir Pedro Gonzalez (homonymie), González et Vera.
Pedro Alejandro González Vera (né le 17 octobre 1967 à Valdivia) est un footballeur chilien qui jouait au poste d'attaquant.

## Biographie
Surnommé Heidi, il inscrit en tout 212 buts, ce qui fait de lui le second meilleur buteur de l'histoire du football chilien après Francisco « Chamaco » Valdés qui lui a inscrit durant sa carrière 215 buts officiels.

## Palmarès

### Club
Universidad de Chili
- Meilleur buteur du championnat du Chili :  1998 (23 buts)
- Meilleur buteur du championnat du Chili :  2000 (26 buts)